# 聖徳寺 (名古屋市)

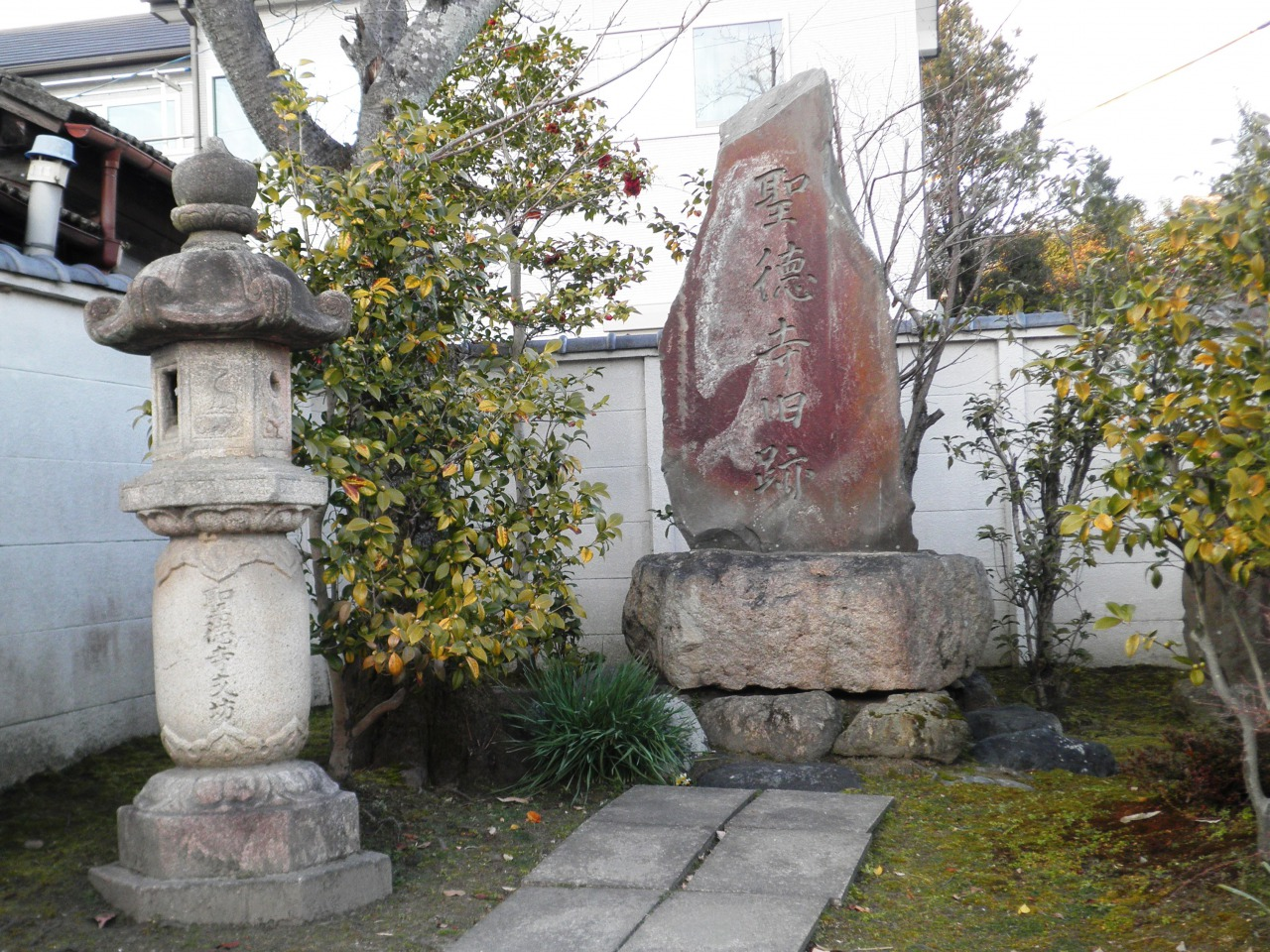
織田信長と斎藤道三が会見した聖徳寺旧跡（愛知県一宮市冨田）

聖徳寺（しょうとくじ）は、愛知県名古屋市天白区にある真宗大谷派の寺院。

## 概要
山号は七宝山。本尊は阿弥陀如来。1553年（天文22年）、同寺が尾張国中島郡冨田村（現在の愛知県一宮市）にあったころに、織田信長と斎藤道三が会合したことで知られる。

## 由緒
山号の七宝山は、閑善が親鸞より七種の宝物を賜ったことによるという。鎌倉時代後期の寛喜年間（1229年 - 1332年）、閑善の開山により尾張国中島郡大浦村（現在の岐阜県羽島市）に創建された寺で、その後は中島郡冨田村（現在の愛知県一宮市）、清洲などを転々とし、寛永年間（1624年 - 1644年）に現在の愛知県名古屋市中区錦三丁目に移ったが、平成5年（1993年）に現在地の愛知県名古屋市天白区へ移転した。

## 所在地
- 愛知県名古屋市天白区八事山552

### 註
1. ↑  『日本歴史地名大系 23 愛知県の地名』（平凡社）155頁・『愛知百科事典』405頁には1549年（天文18年）4月とある。
2. ↑  開山当時、中島郡大浦村は尾張国にあった。美濃国に編入されたのは、1586年（天正14年）の大洪水で木曽川の流れが変わった後のことである[3]。